# Maman Cochet
'Maman Cochet' est un cultivar de rosier obtenu en 1892 par le rosiériste français Scipion Cochet (1833-1896) qui le dédie à sa mère. Il est issu du croisement 'Marie van Houtte' x 'Madame Lombard'. Cette variété était très prisée dans les jardins français au début du XXe siècle, mais elle est devenue rare aujourd'hui. Cependant elle reste bien présente dans les États du sud et de l'ouest des États-Unis.

## Description
Ce rosier thé présente de grandes fleurs doubles globuleuses (17-25 pétales) d'un délicat rose saumon, prenant des nuances cuivrées en fin de floraison. Celle-ci est bien remontante.
Le buisson vigoureux au feuillage sombre s'élève à 100 cm. 
Les fleurs de 'Maman Cochet' sont délicieusement parfumées. Sa zone de rusticité descend à 6b.

## Descendance
Un sport de 'Maman Cochet' a été découvert en Australie par Marshall en 1896, exhibant des fleurs blanches. Il s'agit de 'White Maman Cochet' ou en français 'Maman Cochet à fleurs blanches', introduit par Cook aux États-Unis la même année.
Une mutation grimpante a été obtenue en 1909 par Upton qui atteint 215 cm à 300 cm. On peut admirer ce rosier grimpant à l'Europa-Rosarium de Sangerhausen.
Par croisement avec 'Maréchal Niel' (Pradel, 1864), il a donné naissance à 'Souvenir de Pierre Notting' (Soupert & Notting, 1903). Par croisement avec 'Madame Hoste' (Guillot, 1887), il a donné naissance à 'W. R. Smith' (Bagg, 1908).